# کاغذ ابری

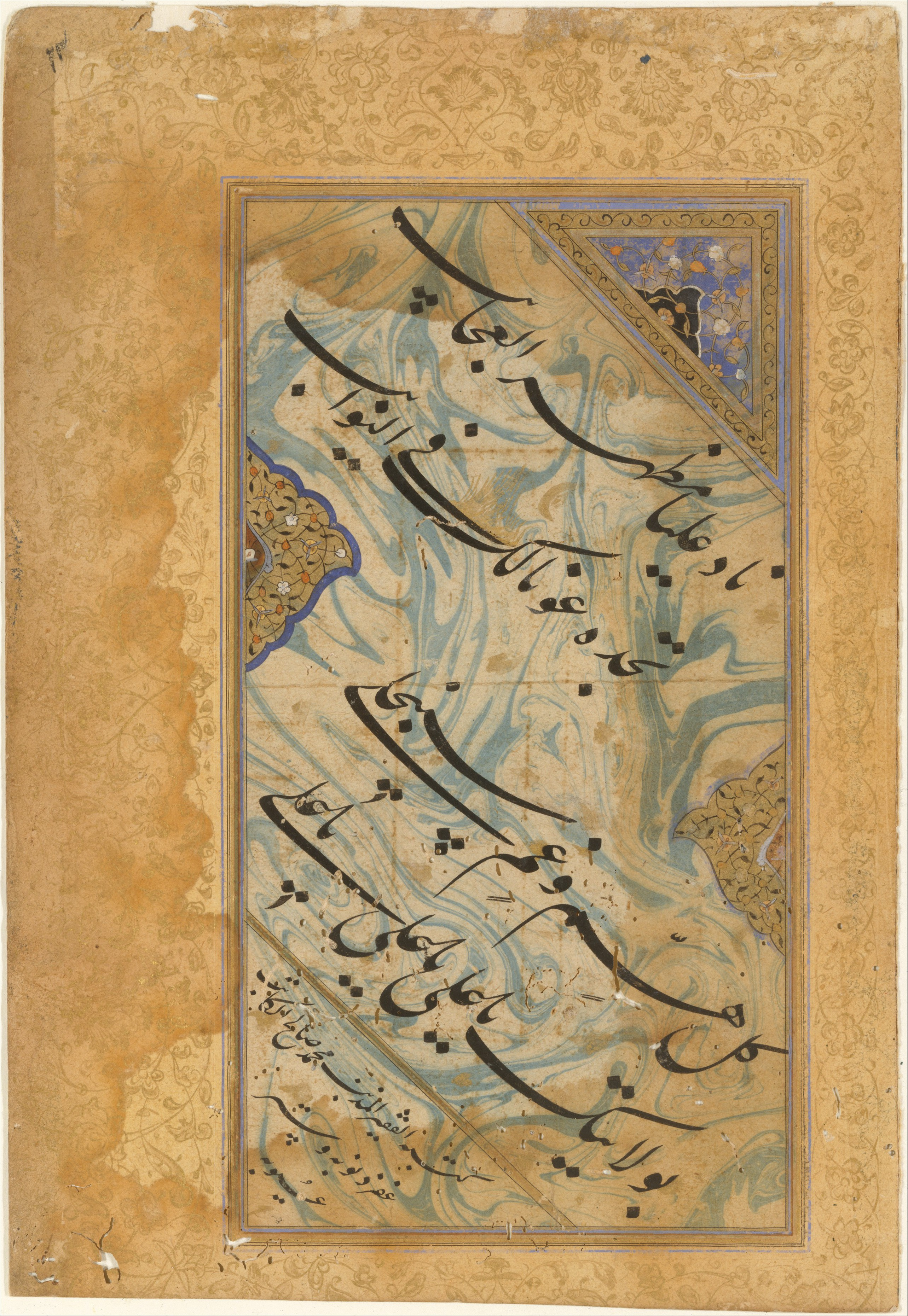
دعای نادعلی به قلم نستعلیق محمدصالح الکاتب بر روی کاغذ ابری شده با نیل- قرن ۱۰ و ۱۱- موزه متروپولیتن نیویورک

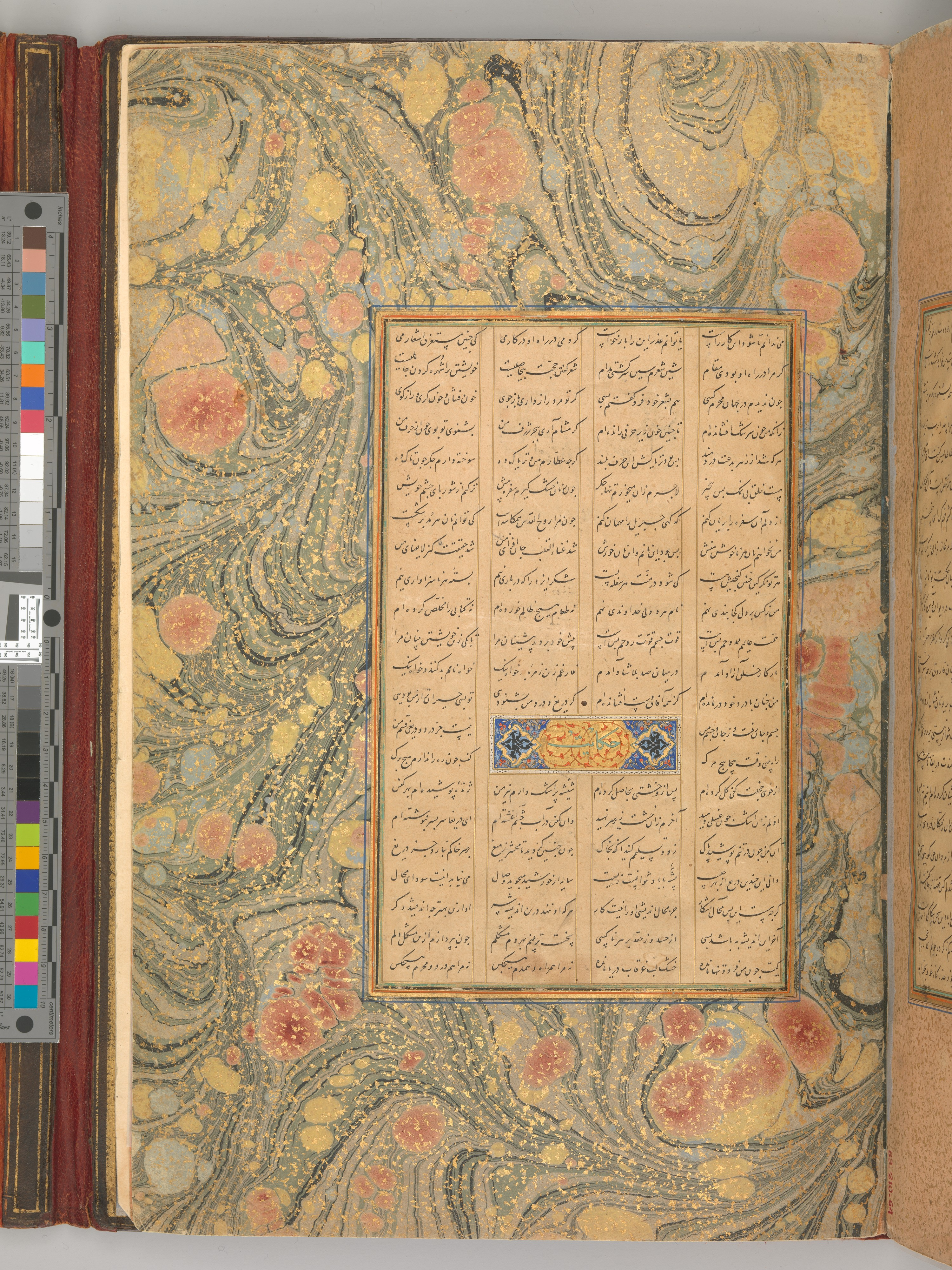
حواشی دیوان منطق‌الطیر فریدالدین عطار نیشابوری به قلم نستعلیق سلطان‌علی مشهدی که به روش ابری مزین شده است- پیش از ١٠١٧ ق. ‌- موزه متروپولیتن نیویورک

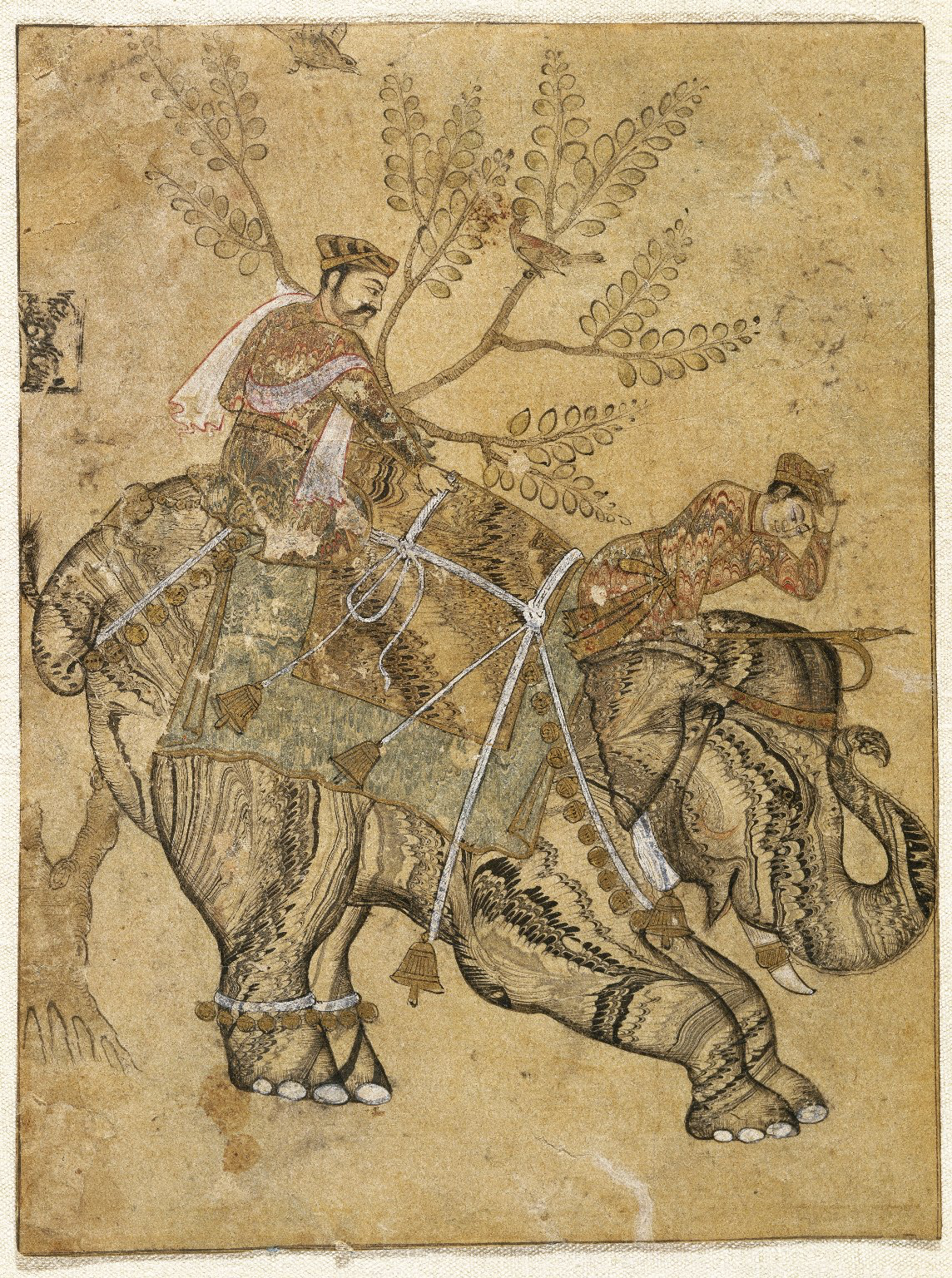
تلفیق روش عکس و ابری ١١٠۵ق دکن هندوستان- موزه بروکلین

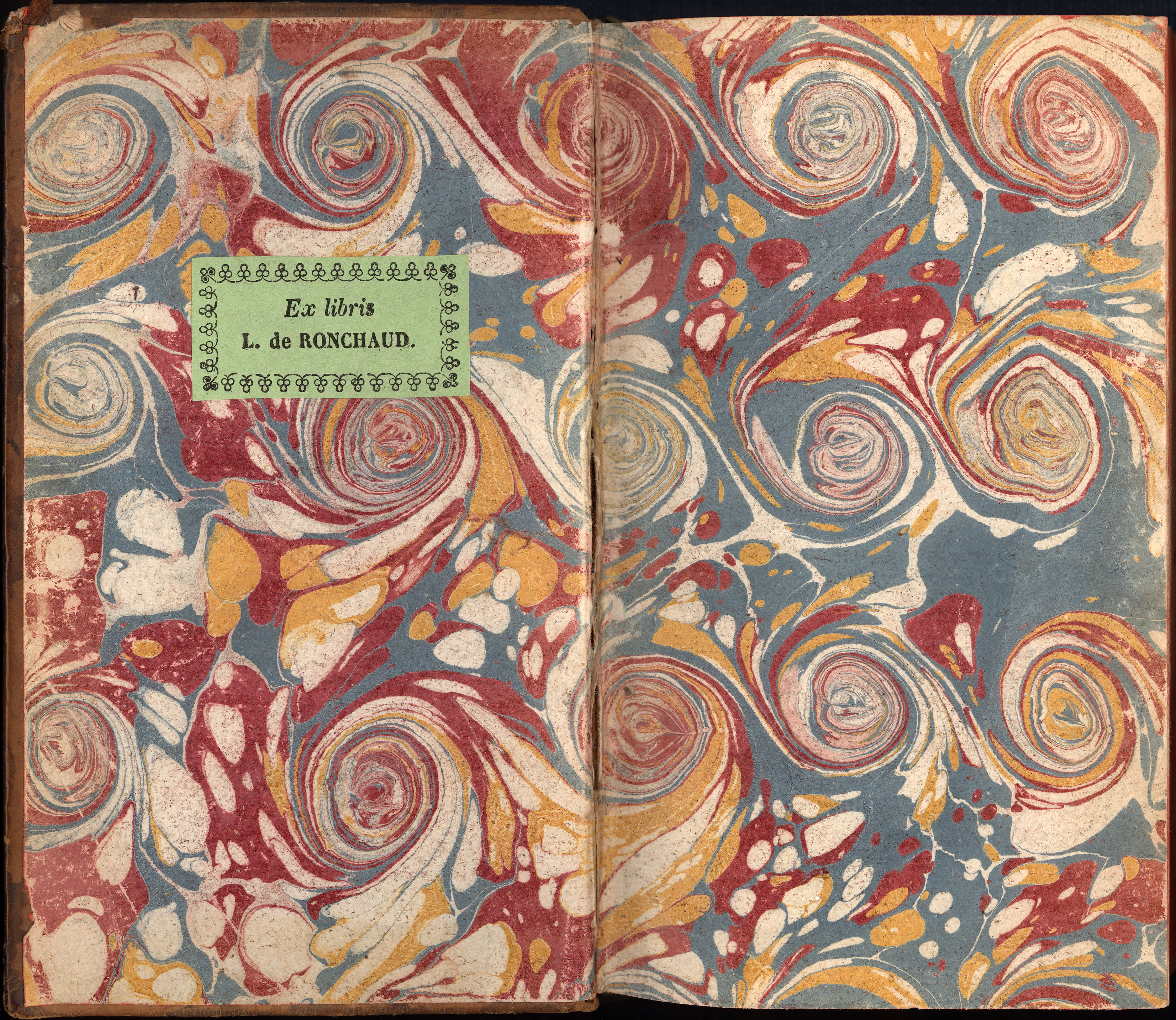
آستر بدرقه یک کتاب در فرانسه ۱۷۵۳ میلادی (١١۶۶-١١۶٧ق)

ابری‌سازی کاغذ یا فن ابری‌کردن کاغذ که به اختصار هنر ابری خوانده می‌شود، در واقع یکی از روشهای تلوین کاغذ است. کسی را که به هنر ابری مشغول است در اصطلاح ابری‌ساز و کاغذی را که بدین طریق مُنَقّش می‌شود، کاغذ ابری و به بیان ساده‌تر ابری گویند.
ابری در اصطلاح کتاب‌آرایی عبارت است از ایجاد نقوشِ درهم از طریق شناور ساختن یک یا چند رنگ گوناگون که با یک ماده فعال سطحی آمیخته شده‌اند، بر سطح یک آهار، و در صورت نیاز شکل دادن به آنها به کمک ابزارهایی همچون نیشک و شانه، و در نهایت انتقال آن نقوش بر کاغذی که به آرامی و دقت روی سطح آهار گسترانیده می‌شود.
واژه «ابری‌سازی» را نباید با «ابر» و «ابرسازی» که یکی از شاخه‌های هفتگانه هنر نگارگری ایران به‌شمار می‌رود، اشتباه گرفت و به جای آن دو به کار برد.
کاغذ ابری برای آراستن جلد کتاب، اوراق و آستر بدرقه‌ آن، آراستن حاشیه متون کتابهای خطی نفیس، آراستن حاشیه مرقعات، قطعات خوشنویسی، نگارگری و تذهیب، آراستن زمینه قطعات خوشنویسی و نیز به عنوان زمینه قلمدان و جعبه‌های روغنی به کار می‌رفته است و همچنان کم و بیش به‌کار می‌رود.

## وسایل مورد نیاز در هنر ابری

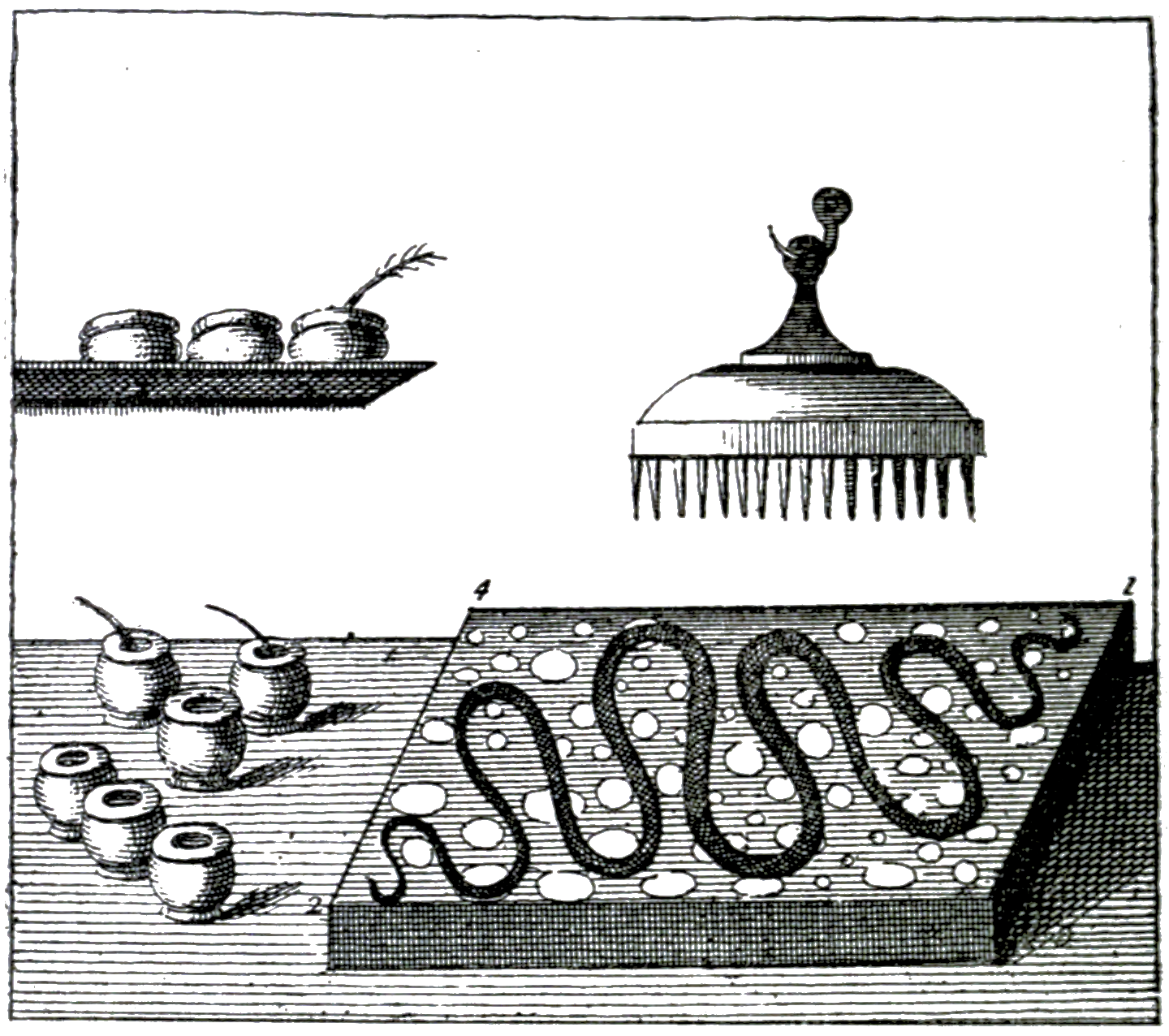
حوضچه ابری‌سازی و سایر ملزومات (ظروف محتوی رنگ، قلم‌مو و شانه)، مدرسه هنر (۱۷۵۰ میلادی، ١١۶٣-١١۶۴ ق)

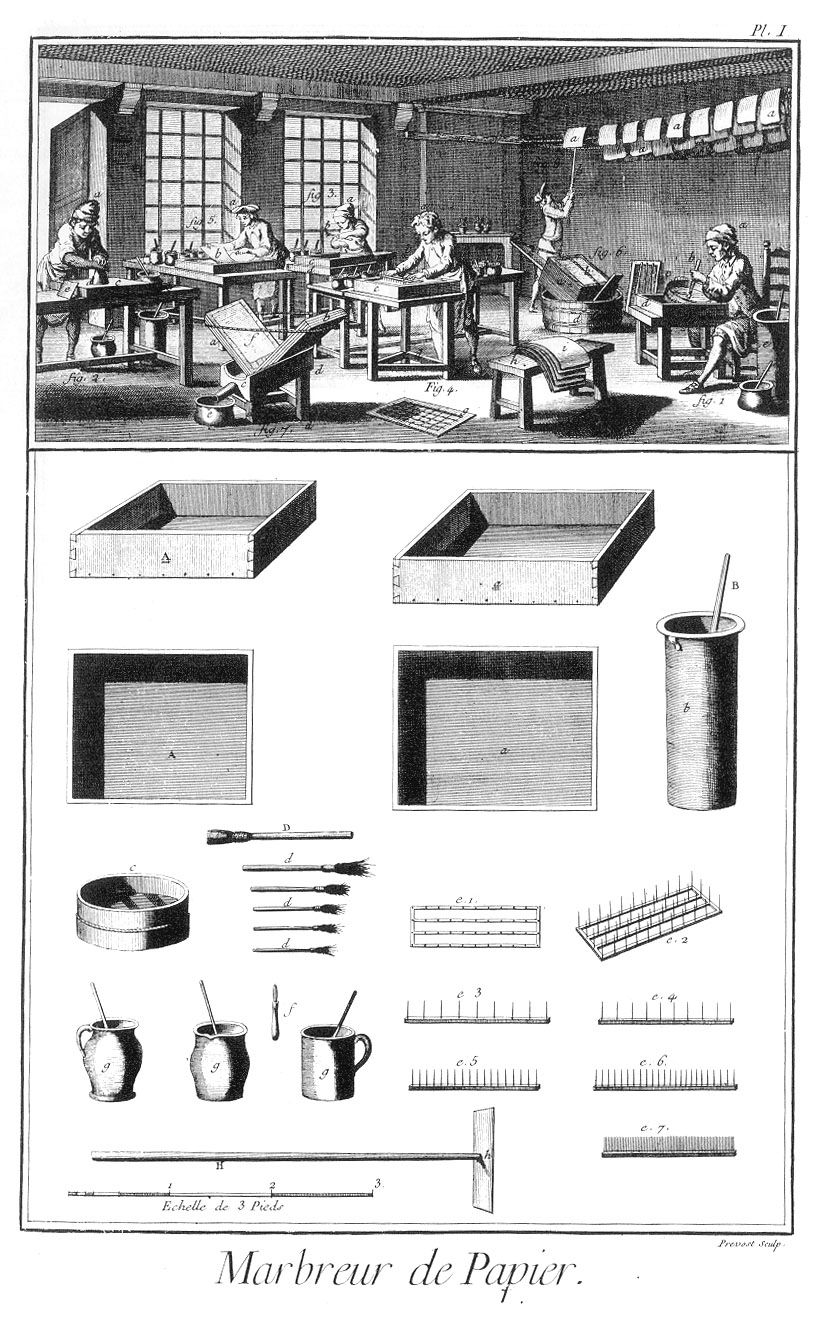
ابری سازان در حال کار، دایرةالمعارف Diderot&d'Alembert-در تصویر پایینی، حوضچه، قلم‌مو، انواع شانه و ظروف محتوی رنگ دیده می‌شود.

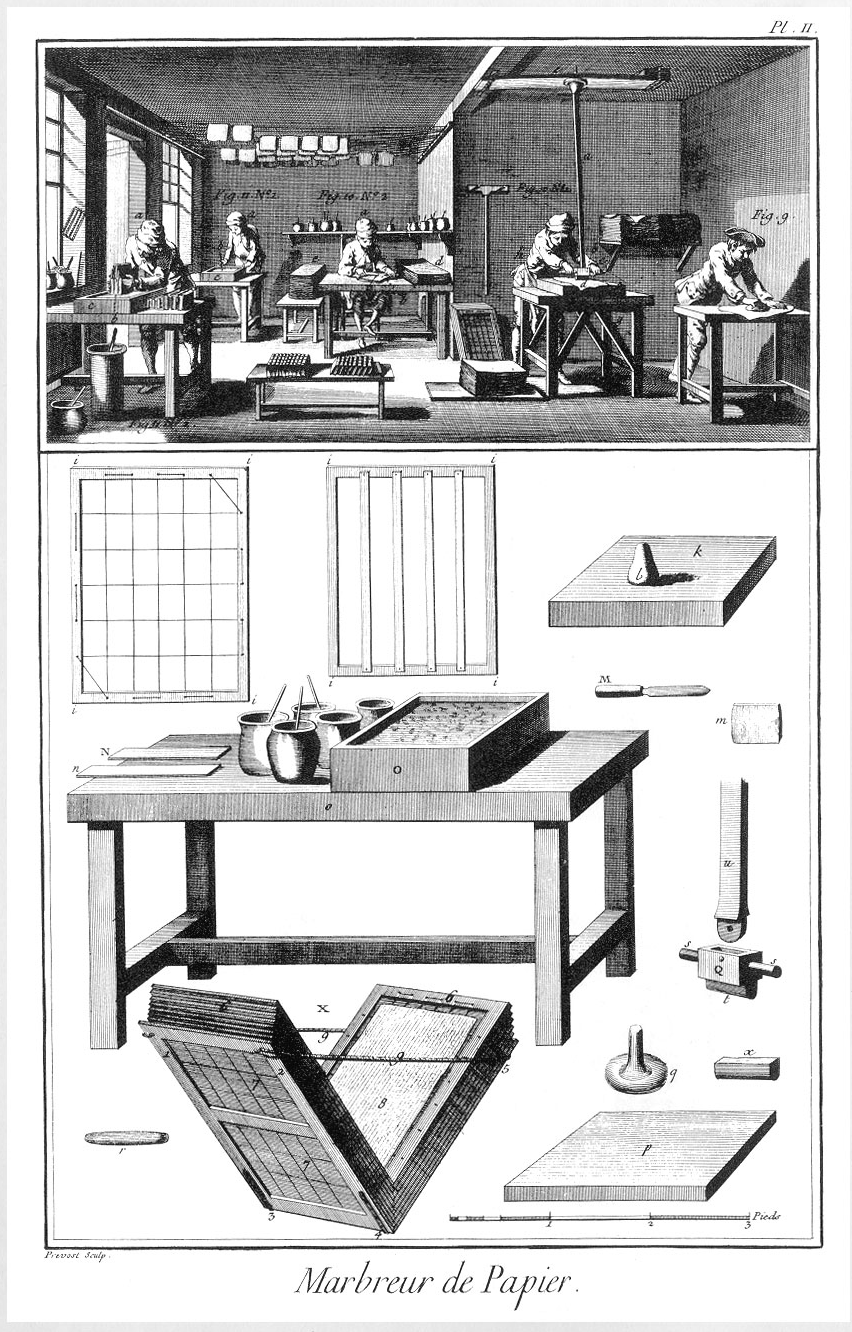
هنرمند ابری‌سازی که لبه کتاب‌ها را ابری می‌کند و سپس مهره می‌کشد به همراه لوازم و تجهیزات این کار ، منبع: l'Encyclopedie

### کاغذ
در ابری‌سازی می‌توان هم از کاغذهای دست‌ساز و نیمه‌دست‌ساز بهره برد و هم از کاغذهای صنعتی. آنچه مهم است این است که کاغذ مورد استفاده باید به اندازه کافی جاذب آب، و همچنین بدون اسید باشد، تا هم رنگها را به خوبی روی خود نگه دارد و هم به مرور زمان رنگ کاغذ به زردی نگراید. به این ترتیب کاغذهای گلاسه مناسب ابری به روش قدمایی نیستند.
ابری با کاغذهایی که پس از ساختْ آهار شده‌اند هم می‌تواند دردسر‌ساز شود، اما اگر آهار دهی در فرایند ساخت کاغذ روی آن اعمال شده باشد، چون به جسم کاغذ نفوذ می‌کند، مشکلی ایجاد نمی‌کند. 
در ابری‌سازی غربی چون کاغذ بلافاصله پس از ابری شدن شسته می‌شود تا اضافی آهار از سطح آن زدوده شود، لذا ضرورت دارد تا کمی قبل از ابری، سطح کاغذ به محلول زاج‌ آغشته و سپس خشک شود. این روش در گذشته ابری‌سازی ایران‌زمین و شبه‌قاره هند نیز مرسوم بوده است، اما امروزه هنرمندان ترکیه بی‌آنکه کاغذ را زاج‌مالی کنند، اقدام به ابری‌ می‌کنند، چون روش آنها در خارج کردن کاغذ ابری‌شده از حوضچه با روش غربی‌ها و گذشتگان ما تفاوت دارد. ایشان دو گوشه جلویی کاغذ را با دو دست گرفته کمی بالا می‌آورند‌ و به لبه جلویی حوضچه تماس می‌دهند و با دقت به سمت خود می‌کشند، تا زمانی که همه کاغذ از حوضچه خارج شود. این روش سه امتیاز ویژه دارد:  هم لعاب اضافی کاغذ گرفته می‌شود، هم نیازی به زاج‌مالی کاغذ و شستن آن نیست و هم نتیجه با روش غربی‌ها یکی است. 

### حوضچه
ظرفی است چهارگوشه به عمق ۴ الی ۶ سانتیمتر از جنس چوب، سفال، استیل ضدزنگ یا آهن گالوانیزه، پلاستیک و پلکسی گلاس متناسب با اندازه کاغذ. طول و عرض حوضچه بهتر است نیم‌سانتی‌متر از ابعاد کاغذ بزرگتر باشد.

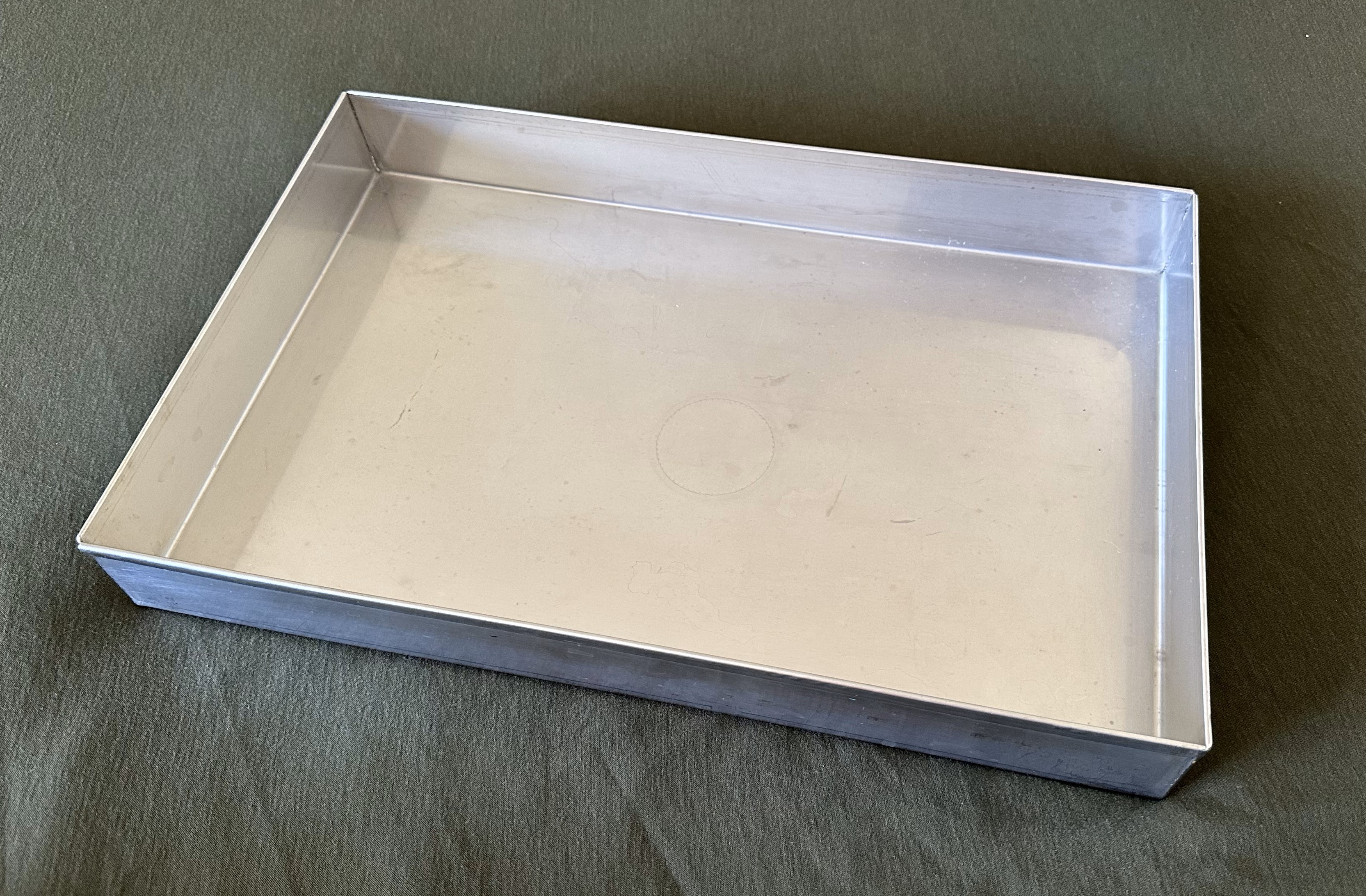
حوضچه ابری‌سازی از جنس استیل ضذزنگ

### قلم‌مو
برای پاشیدن رنگها بر سطح آهار از قلم‌مو و گاهی هم از قطره‌چکان استفاده می‌شود. در ساخت قلم‌موها در گذشته از شاه‌پر پرندگان و امروزه بیشتر از موی دم اسب، گیاه جارو و یا جاروهای پلاستیکی استفاده می‌شود. 

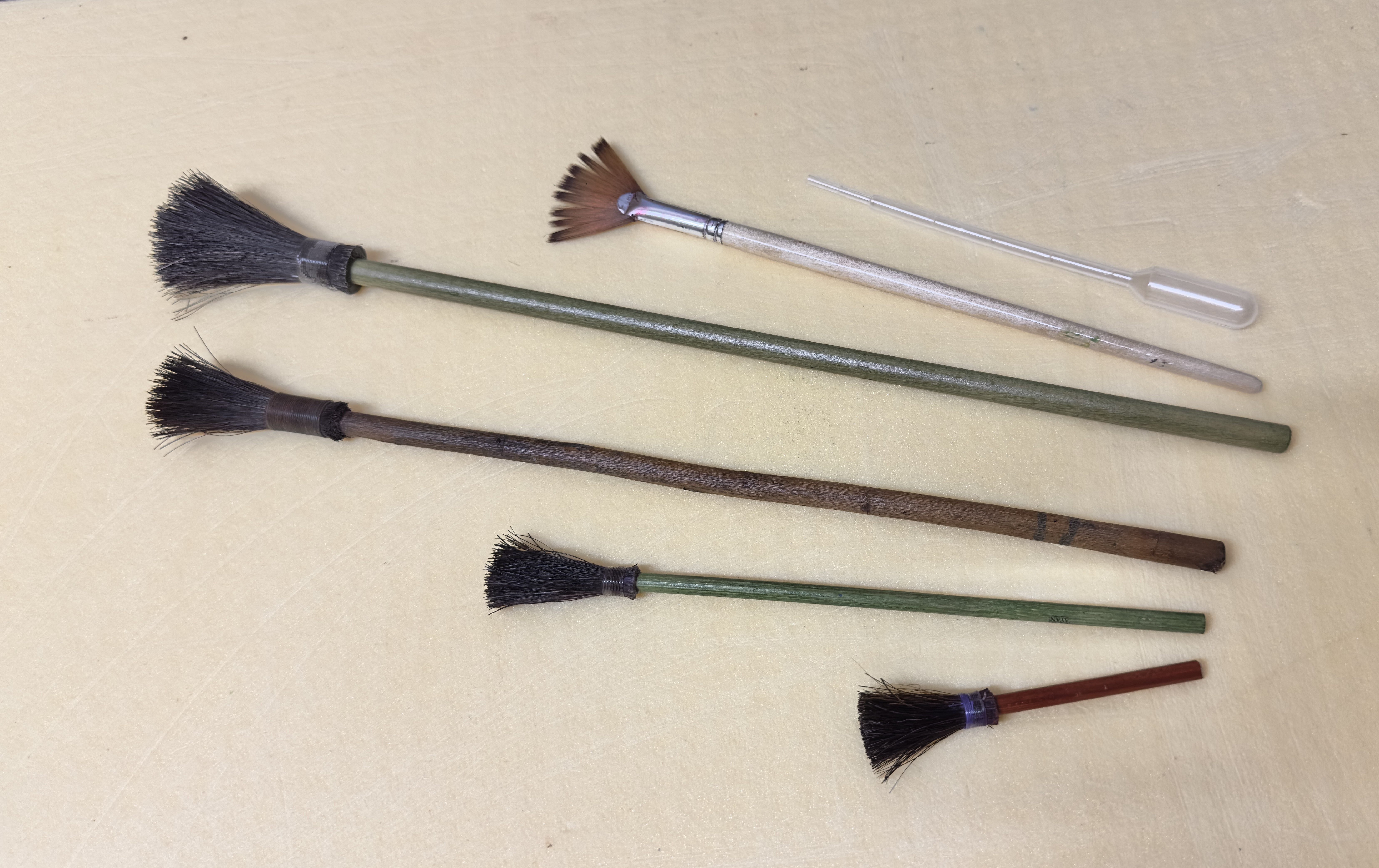
از راست به چپ: قطره‌چکان، قلم‌موی بادبزنی، قلم‌موهای موی دم اسب در اندازه‌های مختلف

### شانهوافشون
شانه عبارت است از سوزن‌هایی که با فواصل منظم و عموما‌ً به صورت موازی با یکدیگر در لختی از موم یا چوب تعبیه شده‌اند. ساختار افشون هم درست مانند شانه است با این تفاوت که در ساخت افشون بیشتر از میخ‌های چوبی یا فلزی ضدزنگ استفاده می‌شود و دو میخ متوالی فاصله‌ای بیش از دو یا سه سانتیمتر دارند. ابری‌سازان حاذق پس از آنکه رنگها را بر آهار می‌ریزند، از شانه و افشون بهره برده و نقشهای مورد نظر را همچون ساختارهای در هم پیچیده ابر، امواج آب، امواج نازک موی و اشکال گیاهی و غیره بر روی لخته‌های رنگ که به صورت سیال بر لعاب به وجود می‌آورند که عین آن نقشها بر روی کاغذشان نقش می‌بندد.
ابری‌یی که دارای این گونه نقشها است متناسب با نقشی که دارد نام‌گذاری می‌شود، مانند ابری طُرّه‌ای که نقش آن به مانند امواج مو، راه‌راه و دارای خطوط نازک موازی بوده، یا ابری شانه‌ای که با کشیدن شانه بر رنگها ایجاد شده و یا طوماری و امثال آن.

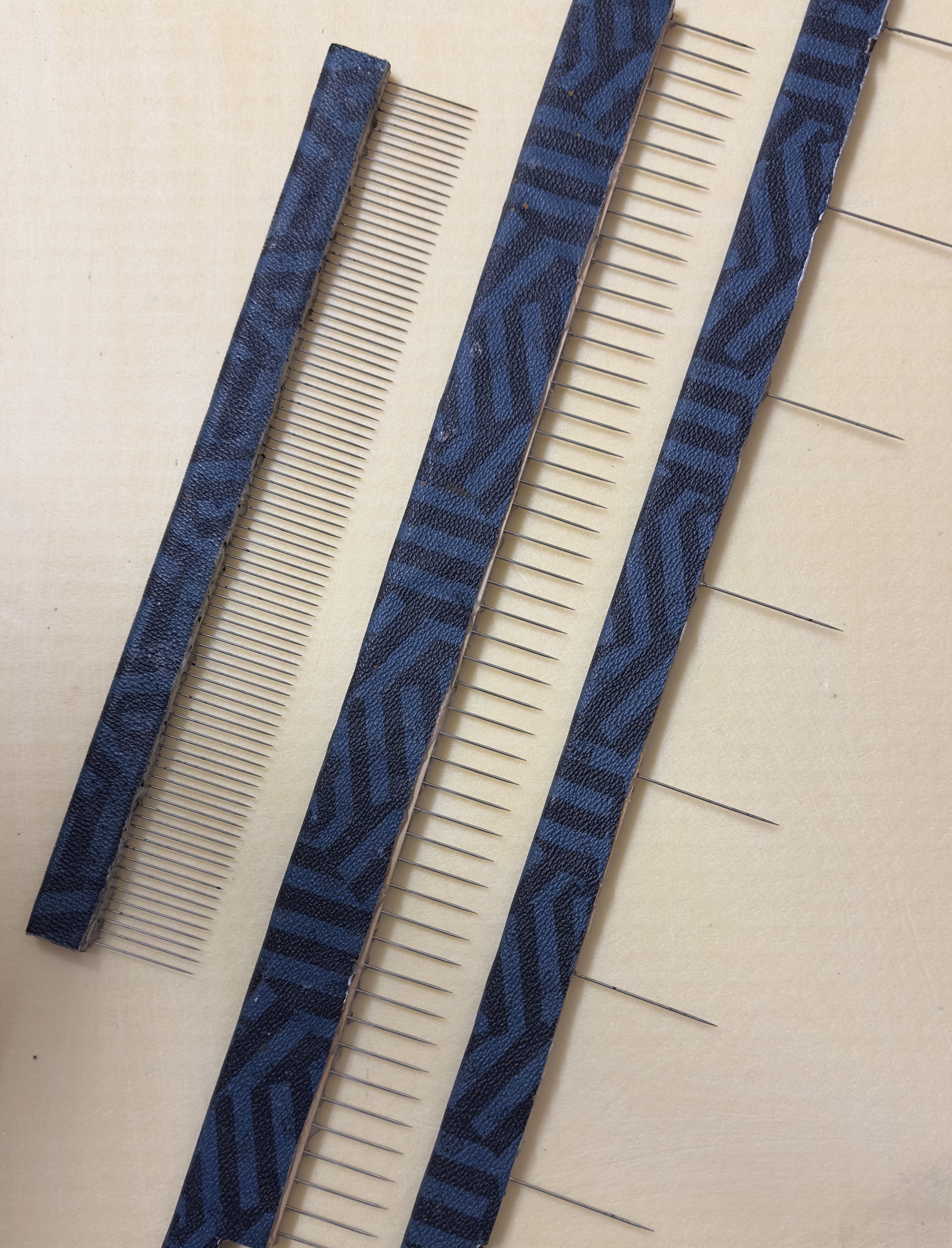
از چپ به راست: شانه استاندارد، شانه پهن و افشون ظریف

### نیشَک
نیشَک ابزاری است نوک تیز با نوک نسبتاً بلند از جنس چوب یا فلز ضدزنگ در ضخامت‌های مختلف از یک‌سوم میلی‌متر تا ۵ میلی‌متر. نیشکها سه کاربرد مهم در ابری‌سازی دارند: شکل‌دهی، قطره‌گذاری و تصحیح.
شکل‌دهی:  گاهی لازم است مداخلاتی روی شکل ظاهری لکه‌های رنگ انجام گیرد، برای این منظور می‌توان با فرو بردن نوک یک نیشک به طور عمودی درون لعاب و حرکت دادن آن به هر سمتی که مدّ نظر است، به شکل‌دهی لکه‌های رنگ و ایجاد طرح‌ها و نقش‌های گوناگون پرداخت.
قطره‌گذاری: یک ابری‌ساز هر چقدر هم که حرفه‌ای باشد نمی‌تواند دو کاغذ ابری کاملاً یکسان بسازد، چون هربار که به قلم‌مو ضربه می‌زند لکه‌های رنگ به شکلی متفاوت از ابری دفعه قبل از قلم‌مو جدا شده و روی لعاب می‌نشینند. از طرف دیگر کمتر پیش می‌آید پس از هربار ضربه زدن به قلم‌مو تنها و تنها یک تک لکه رنگی پاشیده شود و عموماً چندین لکه رنگی به ‌جود می‌آید. از این رو در برخی از انواع ابری به ویژه گُل‌ابری و انگاره‌ابری از نیشک به جای قلم‌مو استفاده می‌شود تا ابری‌ساز بتواند اراده بیشتری در ایجاد لکه‌های رنگی و رنگ‌گذاری داشته باشد.
ابری‌ساز با فرو بردن نوک نیشک در ظرف رنگ و تماس دادن نوک آن به سطح لعاب در هر مختصاتی از سطح حوضچه که بخواهد، قادر است به طور دقیق عمل قطره‌گذاری رنگ را انجام دهد. 
تصحیح: با نیشک می‌توان سوراخ‌های به وجود آمده روی لکه‌های رنگ را که در اثر نشستن ذرات گرد و غبار محیط  یا پرز لباس ایجاد شده است را از بین برد. برای این کار کافی است که نوک یک نیشک تمیز را در جایی که سوراخ دیده می‌شود در لعاب فرو بُرد و بیرون آورد.

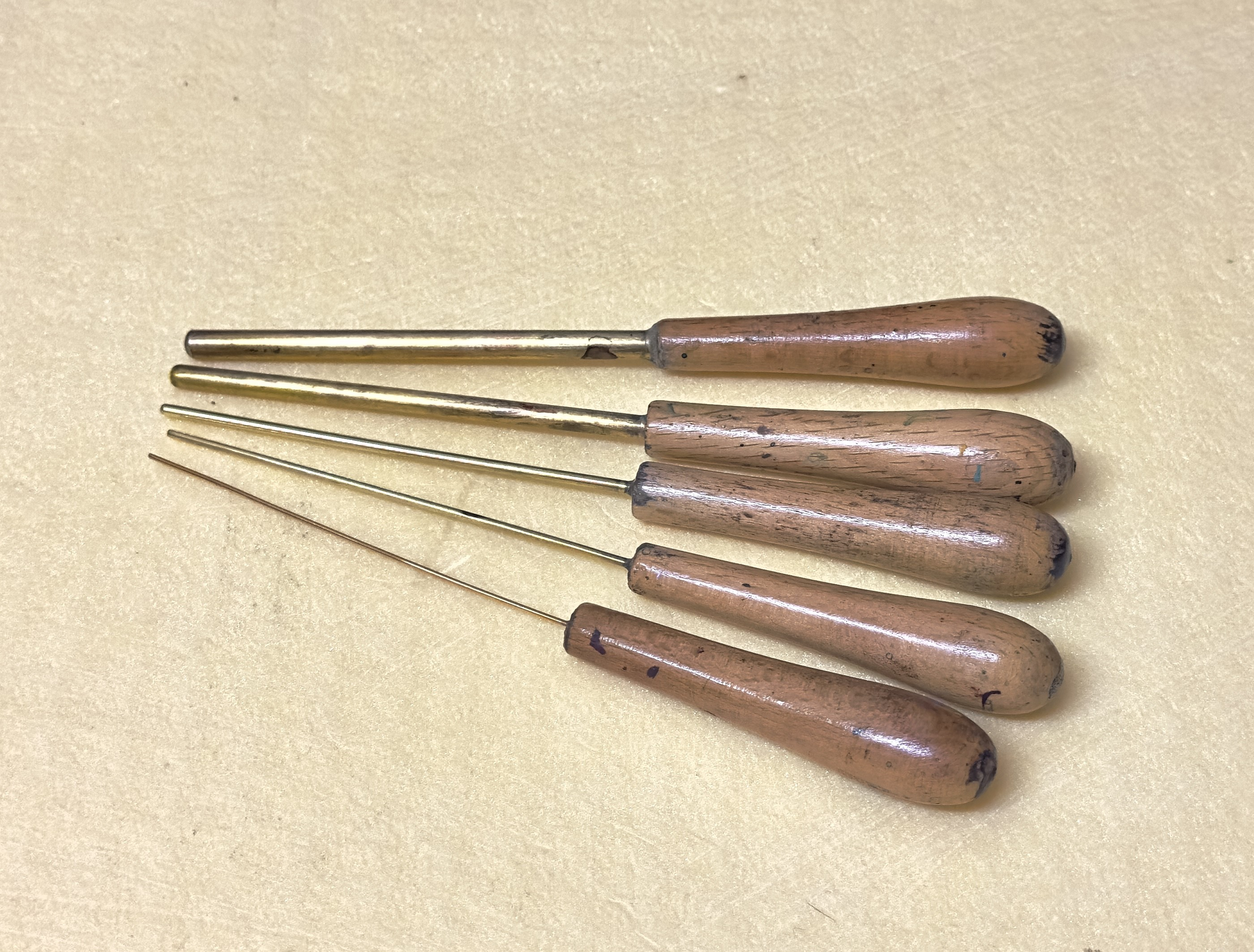
نیشک‌های مورد استفاده در ابری‌سازی در ضخامت‌های مختلف

### قفسه کاغذْخشک‌کن
بلافاصله پس از ابری کردن کاغذ، بهتر است آن را روی یک سطح افقی در سایه به دور از گرد و غبار خشک کرد. برای این منظور می‌توان از قفسه کاغذخشک‌کن به جای کف اتاق استفاده کرد. هر کاغذ پس از ابری شدن روی یکی از طبقات این قفسه گذاشته می‌شود تا به آرامی خشک شود. هر طبقه این قفسه از یک چارچوب چوبی ساخته شده که با توری پلکسی‌گلاس روکش شده است تا هوا در همه جای قفسه به‌خوبی گردش داشته باشد.

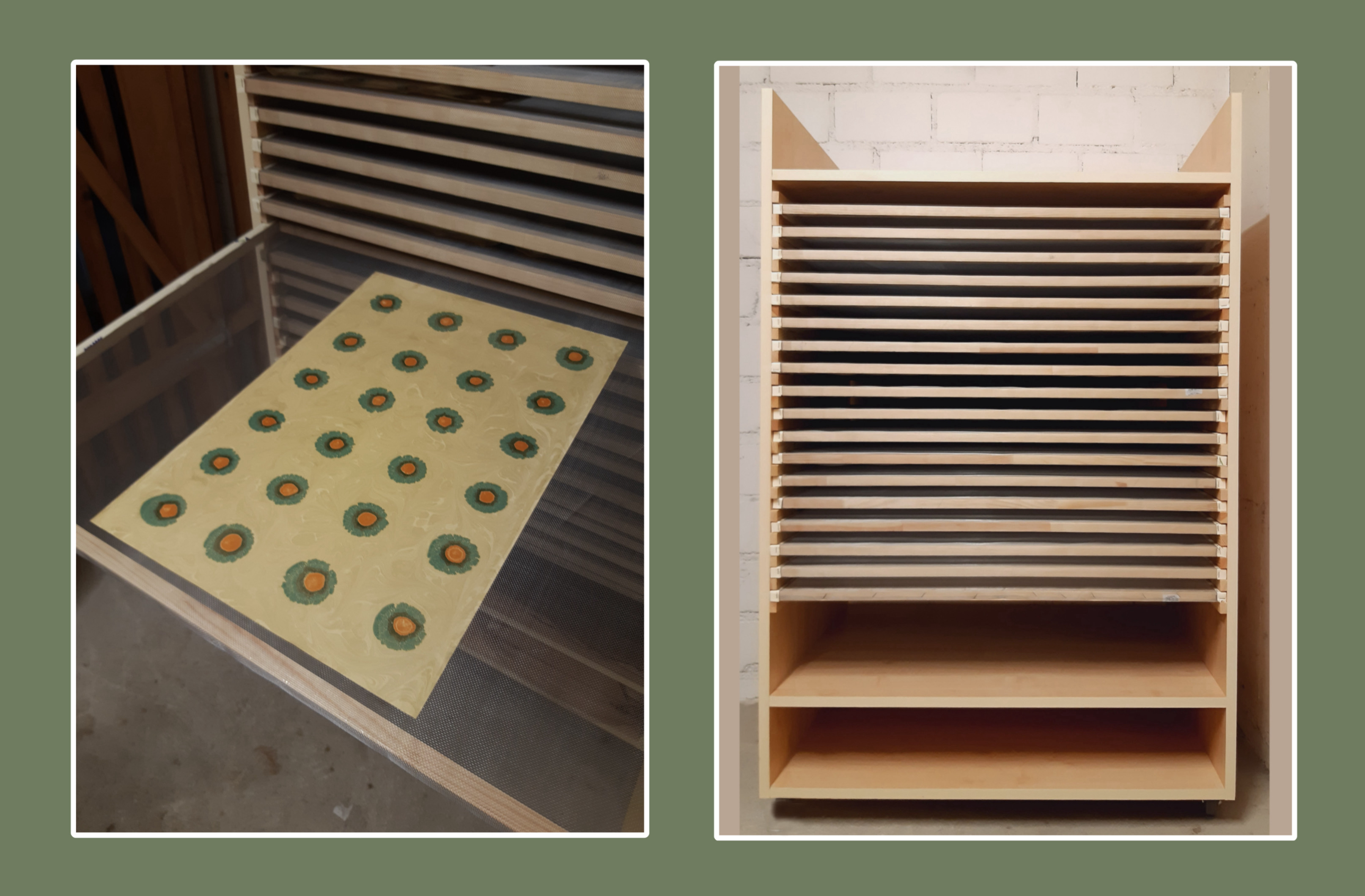
تصویر سمت راست: نمای کلی قفسه کاغذخشک‌کُن. تصویر سمت چپ: کاغذی که برای خشک شدن روی یکی از طبقات آن گذاشته شده.

## مواد مورد نیار در هنر ابری

### آبِ اَبری
که به آن آهار، آستر یا لعاب نیز می‌گویند. متداول‌ترین مایعی که ابری‌سازان ایران و شبه قاره هند از آن در ساخت کاغذ ابری بهره می‌برده‌اند از تخم شنبلیله فراهم می‌شده‌است. اما در دوره عثمانی از همان ابتدای رواج هنر ابری هنرمندان تُرک بیشتر از کتیرا استفاده کرده‌اند تا حدود سال 1990م. از این سال به بعد استفاده از کاراگینان در کنار کتیرا آغاز شد به طوری‌که امروزه تنها در موارد خاص از کتیرا استفاده می‌شود. انتخاب نوع آهار  به‌کار رفته در ابری‌سازی به دو عامل مهم بستگی دارد: موقعیت جغرافیایی محل زندگی ابری‌ساز و دیگری ویژگی‌های منحصربه‌فرد هر لعاب که می‌تواند بر بافت لکه‌های رنگ و نتیجه کار تاثیر بگذارد. 
تخم شنبلیله، تخم کتان، تخم اسفرزه، پیاز کوهی، کتیرا،  سحلب، آگار و کاراگینان، متیل سلولز مواد لعاب‌زای مورد استفاده در ابری بوده یا هستند.

### رنگ
رنگهای ابری ترکیب ساده‌ای دارند: رنگزای نامحلول در آب+ بستمان+ آب (+ گاهی هم روغن)

#### رنگزاها
رنگزاهای به کار رفته در ساخت رنگ‌های ابری‌ از میان این دو دسته انتخاب می‌شوند:
۱) رنگدانه‌های معدنی
۲) رزدانه‌های گیاهی و حیوانی
۳) رنگزاهای خمی
که همگی آنها در آب نامحلولند. به این ترتیب همان طور که انتظار می‌رود رنگهای ابری در آب ابری حل نخواهند شد و اگر با قلم‌مو روی لعاب پاشیده شوند، قطرات رنگ با حفظ شکل ظاهری خود، خود را به کف حوضچه رسانده و رسوب می‌کنند. 

##### رنگدانه‌های معدنی
در گذشته بیشتر از رنگدانه‌هایی همچون سفیداب، زرنیخ، زنگار، شنگرف، لاجورد، سیلو، گِل هرمز استفاده می‌شده است، برخی از این رنگدانه‌ها همچون زرنیخ و سرنج و شنگرف به دلیل سمیت بالا از ابری‌سازی کنار گذاشته شده‌اند، برخی نظیر لاجورد مقرون به‌صرفه نیستند، ازاین‌رو امروزه به‌جز معدودی از رنگدانه‌های طبیعی نظیر گِل‌ماشی (گِلِ اُخرا) که به وفور هم در طبیعت یافت می‌شوند، بیشتر رنگدانه‌ها در آزمایشگاه‌ها و کارخانه‌ها به‌طور مصنوعی ساخته می‌شوند. آبی اولترامارین، سفید تیتانیوم، و رنگدانه‌های خانواده کبالت و کروم از این دسته‌اند.

##### رزدانه‌های گیاهی و حیوانی و رنگهای خمی
رزانه‌هایی (به انگلیسی dye) نظیر رنگهای حاصل از گلبرگ‌های  مُعَصفَر (گلرنگ)، ریشه‌ی زردچوبه، پرچم گُل زعفران، عصاره لاک ، عصاره انواع قرمزدانه‌ها مانند کوچینی، ... اکثراً محلول در آب هستند و به‌ کار ابری‌سازی نمی‌آیند، مگر آنکه طی فرایندی به کمک نمکهای معدنی به صورت نامحلول درآیند. یکی از روش‌هایی که در آن می‌توان یک رزانه (محلول در آب) را به رنگدانه (نامحلول در آب) تبدیل کرد، فرایند ته‌نشینی است. به ماده رنگزایی که به این روش حاصل می‌شود، رَزدانه یا رنگدانه‌ لاکی (به انگلیسی Lake Pigment) می‌گویند. رزدانه لاک حاصل از رنگزای لاک مهمترین رزدانه با منشأ حیوانی است. نیل برجسته‌ترین مثال از رزدانه‌های گیاهی است، و ر که به وفور در ابری‌سازی کاربرد داشته و دارند.

##### رنگزاهای خمی
این گروه از رنگ‌زاها در حالت طبیعی نامحلول در آب هستند، اما با فرایند احیا (کاهش)، به شکل محلول درمی‌آیند و می‌توان آن‌ها را به سطح الیاف، پارچه یا حتی کاغذ منتقل کرد. سپس با اکسایش در تماس با هوا، دوباره نامحلول شده و در بستر تثبیت می‌گردند.
نیل برجسته‌ترین مثال از رنگزاهای خمی با منشأ گیاهی، و  ارغوانی صوری نمونه‌ای بسیار گران‌قیمت و نایاب با منشأ حیوانی است. در ابری‌سازی تنها از نیل و در حالت نامحلول آن استفاده می‌شود.

#### بستمان
بستمان جزء لاینفک رنگهای ابری‌سازی است که سه وظیفه اصلی دارد:
- شناور نگه‌داشتن لکه‌های رنگ روی سطح آب ابری.
- جلوگیری از اختلاط لکه‌های رنگ شناور روی لعاب.
-اتصال ذرات رزدانه‌ به یکدیگر و جلا دادن به رنگ.
برای شناور نگه‌داشتن رنگ روی سطح آهار و ممانعت از اختلاط آنها با یکدیگر از  موادِ فعال سطحی بی‌ضرر کمک گرفته می‌شود، که به مقدار لازم به رنگ افزوده می‌شود.  زَهره گاو، آب ریته (فندق هندی)، صابون مصری مثال‌هایی از این نوع بستمان هستند.
نوع دیگر بستمان که وظیفه اتصال ذرات رزدانه به یکدیگر و نیز جلای رنگ را بر عهده دارد‌،  صمغ عربی و لاک خام (صمغ حاصل از ترشحات نوع ماده شپشک لاک) هستند. این نوع بستمانها در گذشته مورد استفاده بوده، اما امروزه تقریباً هیچ کاربردی ندارند.  

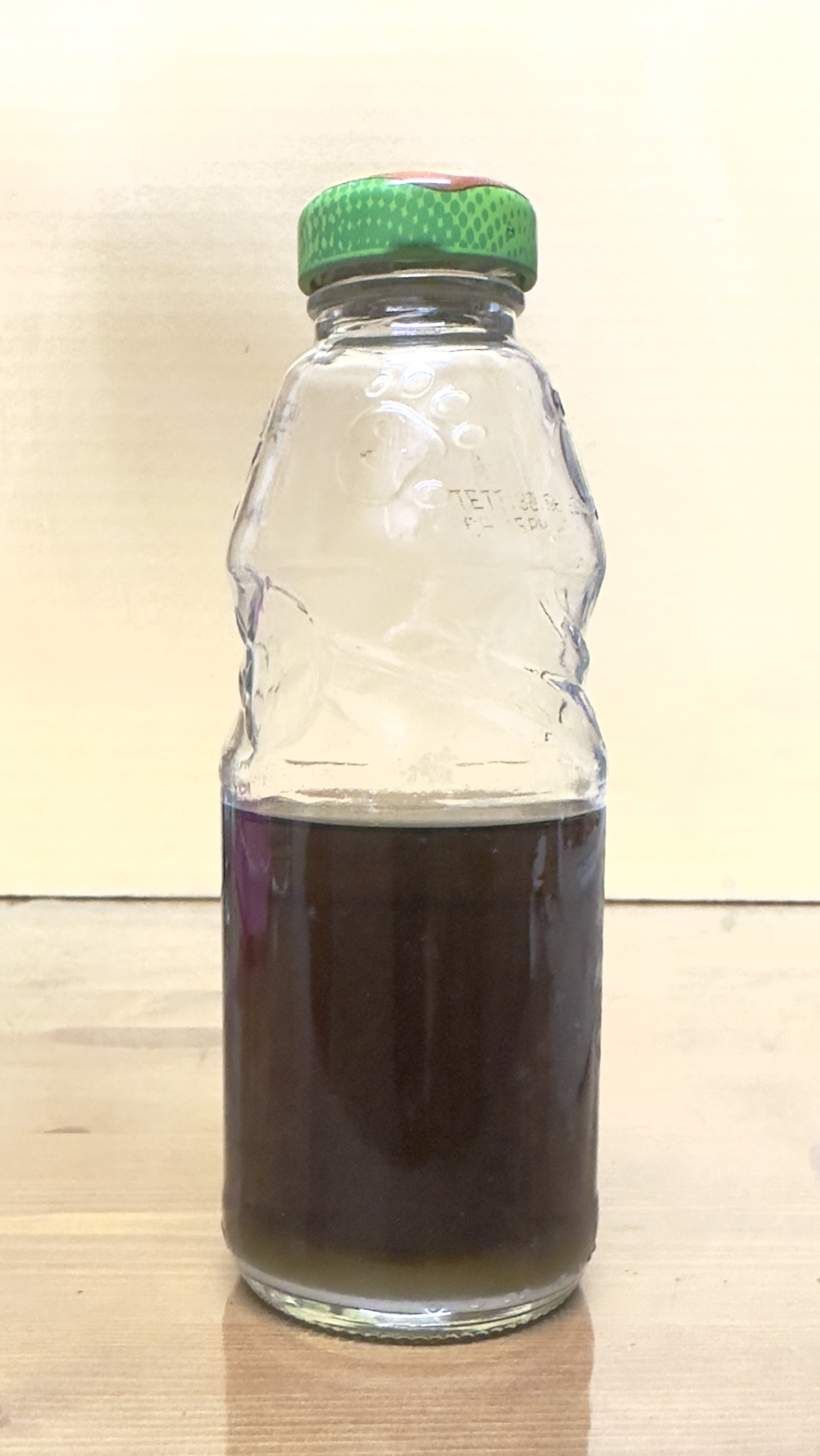
زهره گاو- رایج‌ترین ماده فعال سطحی در ابری‌سازی که وظیفه شناور نگهداشتن ذرات رنگ روی سطح لعاب ایفا می‌کند.

#### روغن
در برخی از انواع ابری از روغن‌هایی همچون نفت، روغن زیتون، روغن گردو، پارافین و تربانتین استفاده می‌شود. افزودن یک یا چند قطره از این روغن‌ها به رنگ، یا ظاهری تور مانند به لکه‌های رنگ می‌دهد یا لبه‌های لکه‌های رنگ را کمرنگ‌تر از قسمتهای میانی آن می‌سازد و آن را به اصطلاح هاله‌دار می‌کند. وقتی رنگِ حاوی روغن روی آهار پاشیده می‌شود، به دلیل آب‌گریز بودن روغن، درست در محل ذرات روغن، هیچ ذره رنگی نمی‌نشیند. به همین دلیل است که گویی در این لکه‌های رنگ، سوراخ‌هایی پدیدار شده است و ظاهری تور مانند را ایجاد کرده است. وقتی این نقوش به کاغذ انتقال می‌یابد، دقیقا در موقعیت‌ ذرات و لکه‌های روغن، هیچ رنگی بجز رنگ کاغذ دیده نمی‌شود.

## پیشینه
رسالات مربوط به خط و خوشنویسی یا کاغذ و رنگ‌سازی که از نیمه دوم سده ۱۰ق/۱۶م به بعد نوشته شده‌است، آگاهی‌های پراکنده‌ای دربارهٔ کاغذ ابری به‌دست می‌دهد. کهن‌ترین نمونه شناخته شده در این مورد فصلی از یک نسخه زیر نام رساله خوشنویسی است که در فاصله سال‌های ۹۶۳ تا ۱۰۱۴ق/۱۵۵۵ تا ۱۰۶۵م به فارسی نوشته شده و در کتابخانه پتنه هند موجود است.
پیدایش و ساخت کاغذ ابری به اواخر سدهٔ ۹ق/۱۵م بازمی‌گردد. اختراع این‌گونه کاغذ را به خواجه شهاب الدین عبدالله مروارید (۸۶۵–۹۲۲ق/۱۴۶۱–۱۵۱۶م) متخلص به «بیانی» نسبت می‌دهند، او فرزند خواجه شمس الدین محمد کرمانی از بزرگ زادگان و وزیران دربار تیموریان بود.
برخی از منشیان و هنرمندان پایان سده ۱۰ و آغاز سده ۱۱ق/۱۶ و ۱۷م، میر محمد طاهر هنرمند ایرانی مقیم هند را مخترع کاغذ ابری دانسته‌اند که شماری از پژوهندگان معاصر نیز از این نظر پیروی کرده‌اند. گفته می‌شود میر محمد طاهر که مردی صاحب ذوق و هنر بود در زمان شاه تهماسب از ایران به هندوستان رفت و کاغذ ابری را در آنجا اختراع کرد و بلافاصله به ایران فرستاد و بزرگان و اشراف و هنرمندان ایران آن را برای حاشیه کتاب‌های نفیس بسیار مناسب دانستند. چون مقدار کاغذ ابری ارسالی از هندوستان کفاف تقاضای صنعت کتاب‌سازی داخل را نمی‌داد، اهل هنر و صنعت کتاب‌آرایی بر آن شدند که نظیر آن را بسازند. مولانا یحیی قزوینی در ایران نخستین کسی بود که موفق شد کاغذهای ابری به روش میرمحمدطاهر درست نموده و در اختیار علاقه‌مندان قرار دهد. کاغذهای ابری یحیی قزوینی در آن اوایل مثل کاغذ ابری استاد میرمحمدطاهر نبود، ولی بعد با به دست آوردن نسخه استاد موفق گردید به بهترین وجهی اقدام به ساخت کاغذ ابری نماید.
با این وجود پیداست که هنر ابری‌سازی از خواجه عبدالله مروارید به وسیله هنرمندان ایرانی به هند برده شده و در آنجا پیشرفت بسیار کرده‌است، تاحدی که نمونه‌های کار ایرانیان مهاجر به هند زیباتر از نمونه کارهای هنرمندان داخل ایران از آب درآمده‌است و احتمالاً آنچه محمد طاهر در هند ساخته و به ایران فرستاده، از چنان زیبایی ویژه‌ای از نظر طرح و نقش برخوردار بوده که خود در حد اختراع و ابتکار به حساب می‌آمده‌است. از این رو دادن لقب مخترع و واضع به او به سبب نوآوری‌های او بوده‌است نه اختراع ابری‌سازی.
ابری‌سازی از ایران به سرزمین عثمانی نیز رفته، و هنرمندان آن سرزمین به تقلید از ایرانیان به ساختن کاغذ ابری پرداخته‌اند که هنوز هم در سرزمین ترکیه از رونق خاصی برخوردار است و آن را «اِبرو» می‌نامند. نخستین متنی که به زبان ترکی در این‌باره نوشته شده، نسخه‌ای است با نام ترتیب رساله ابری که هرچند تاریخ ۱۰۱۷ق (۱۶۰۸م) بر روی برگ نخست آن مشاهده می‌شود اما از آنجایی که در متن این رساله عبارت «مرحوم میرعماد»  (م.۱۰۲۴ق) به چشم می‌خورد می‌توان دریافت که تاریخ کتابت آن پس از ١٠٢۴ق بوده و تاریخ ١٠١٧ق ارتباطی با تاریخ کتابت این رساله ندارد. وجود نام برخی مواد در رساله که مولف آن صراحتاً اذعان می‌کند شناختی از آنها ندارد و یا در دیار او یافت نمی‌شود، چگونگی نحوه تنظیم رساله و شرح روش رنگ‌آمیزی کاغذ، نشانگر این است که رساله از یک متن فارسی ترجمه شده‌است.

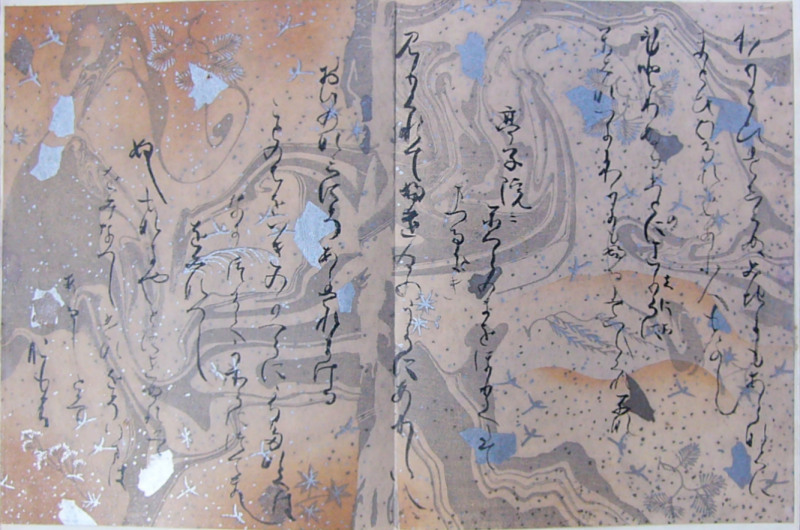
دو صفحه از کاغذ ابری ژاپنی که روی آن خوشنویسی کرده‌اند

جهانگردان و بازرگانان اروپایی که در ایران این‌گونه کاغذ را دیدند، به سبب شباهت نقش آن با سنگ مرمر به‌ویژه مرمرهای رگه‌دار، آن را «کاغذ مرمرین» یا رگه‌دار خواندند و همچنین ابری‌سازی از سرزمین عثمانی به اروپا برده شد و سپس اروپائیان به ساختن کاغذ ابری اسپانیولی یا مواج که به کمک ماشین انجام می‌شد پرداختند، و از مواد تازه‌ای نیز بهره گرفتند، این‌گونه کاغذ سپس به ایران صادر گردید و به ابری فرنگی مشهور شد و بیشتر برای روی جلد و آستر بدرقه کتاب‌ها و دفترها به کار رفت. ساختن کاغذ ابری تا سدهٔ ۱۳ق/۱۹م در ایران و هند و به ویژه در کشمیر رونق داشت. بعدها کاغذ ابری به ژاپن برده شد و هنرمندان ژاپنی از آن تقلید کردند و مدت‌ها در ژاپن مورد استفاده بود.

## هنرمندان
شهاب الدین عبدالله مروارید
میر محمد طاهر
محمد امین جدول‌کش مشهدی
ابوطالب مدرس همدانی
سید مرتضی نجومی